# Eendekuil
Eendekuil is een klein dorp met 841 inwoners (2012) in de regio West-Kaap in Zuid-Afrika. De plaats is gelegen in de gemeente Bergrivier en is bekend om de ter plaatse gemaakte Goudakaas. De naam is afgeleid van een plaatselijk meer met wilde eenden.